# Lezghistan
Lezghistan lezghien: Леӄи (lek'i)) peut faire référence à :
- un terme parfois appliqué pour décrire l'actuel Daghestan, avant la Révolution russe[2].
- un concept irrédentiste de l'organisation séparatiste Sadval dont l'objectif est la création d'une entité ethno-politique unifiée des régions lezguines habitées au-delà la frontière du Daghestan russe[3] et d'Azerbaïdjan.

## Concept historique

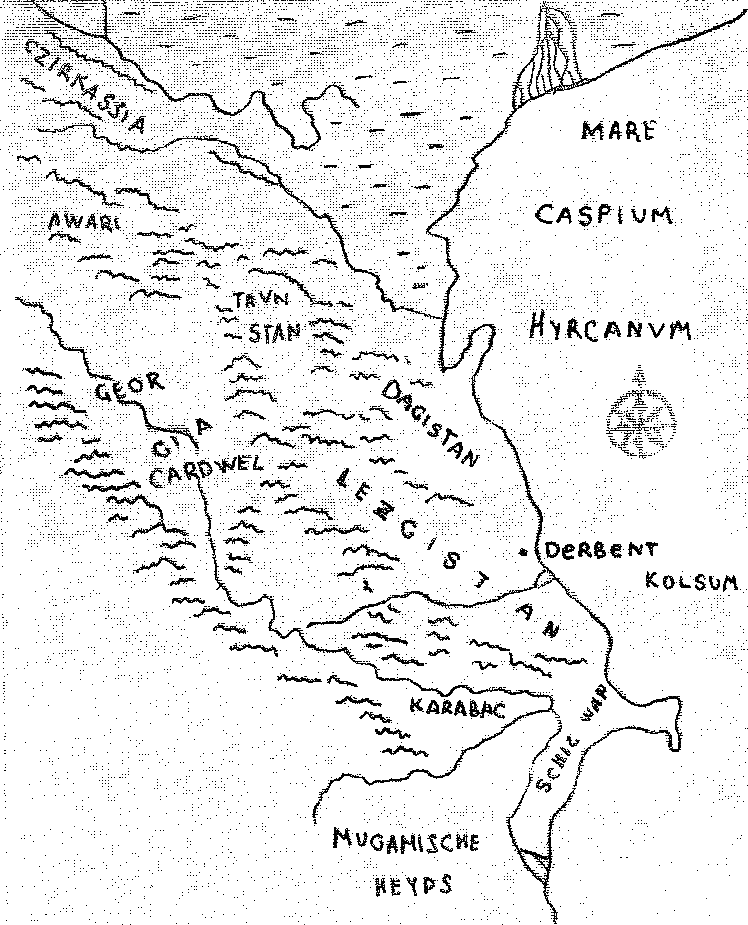
Lezgistan from map of the Caucasus by Johann Gustav Gaerber (1728)

Alors que les historiens grecs antiques, dont Hérodote, Strabon et Pline l'ancien, dénommaient le peuple Legoi, Lekoi ou Geloi les personnes qui peuplaient l'Albanie du Caucase, les historiens arabes du IXe siècle et du Xe siècle mentionnent le Royaume de Lakz dans l'actuel sud Daguestan. Al Masoudi dénommait les habitants de cette région Lakzams (Lezguines), qui défendaient le Chirvanchah contre les envahisseurs du nord.
Avant la Révolution russe, Lezguine était un terme appliqué à tous les groupes ethniques vivant dans l'actuelle république russe du Daghestan.

## Concept politique
À la suite de la Perestroïka, des revendications d'autonomie se firent jour avec notamment la création en juillet de 1990 du mouvement lezguine, « Sadval » (Unité) à Derbent, au Daghestan qui vise à l'unification du peuple lezguine et à partir de 1991 à la création d'un État. Or, ce qui n'était que limite administrative entre l’Azerbaïdjan et le Daguestan devint frontière entre deux États, la Russie et l'Azerbaïdjan. En 1991, est créée en Azerbaïdjan l'organisation nationale lezguine « Samour » qui s'oppose à toute révision des frontières et donc prône une intégration avec l’Azerbaïdjan. On assiste aussi en 1992 à la création du Parti démocratique lezguine d'Azerbaïdjan. Au Daguestan, le parti politique « Alpan » se forme avec l'objectif d'une union du peuple lezguine. À la suite d'une radicalisation de Savdal, avec notamment des camps d’entraînement, des membres de Savdal sont accusés en juillet 1999 d'avoir fait évader d'Azerbaïdjan un Lezguine du nom de Kassoum Makhmoudov. Celui-ci est cité pour avoir fomenté en 1994 les attentats à la bombe dans le métro de Bakou, où 27 personnes furent tuées. Les Russes l'arrêtèrent et voulurent le transférer en Azerbaïdjan, via le Daguestan, mais lors du transfert, il fut libéré par un commando lezguine armé. Le commanditaire fut arrêté et il y eut de nombreuses manifestations et actes de sabotage de la part de la population lezguine.